# Kijose
Kijose (japonsky 清瀬市) je město v prefektuře Tokio v Japonsku. K roku 2018 mělo přes 75 tisíc obyvatel.

## Poloha
Kijose leží severozápadně od Tokia a jižně od Niizy na severním okraji prefektury Tokio na ostrově Honšú. V rámci tokijské prefektury hraničí na jihu s Higašikurume a na západě s Higašimurajamou. Na východě hraničí s Niizou a na severu s Tokorozawou (obě leží v prefektuře Saitamě).

## Dějiny
Jako město vzniklo Kijose 1. října 1970.

### Rodáci
- Maki Horikitová (* 1988), herečka